# Rachid Allali
Pour les articles homonymes, voir Allali.
Rachid Allali, est un animateur de télévision marocain né le 19 octobre 1982 à Casablanca.
Il présente sur 2M, l’émission Rachid Show, une émission-débat qui connait un très grand succès,  ropoporopopo
Ce sont les deux émissions les plus regardées au Maroc en 2015 avec plus de 6 millions de téléspectateurs.
Rachid Allali est à la fois journaliste, comédien et scénariste.

## Biographie
Depuis son jeune âge, Rachid nourri une passion pour le théâtre et la comédie.
En 2000, à l'âge de 18 ans, il fait ses débuts au théâtre dans "Chadaya", dirigé par Ayoub Elaiassi qui a été présentée au Théâtre national Mohammed-V le 18 août 2000.
En 2005, il obtient un rôle dans le court-métrage Stresse sous la direction de Tayeb Seddiki.
Entre 2004 et 2011 il est l’animateur de Alam farid sur 2M, une émission pour les enfants.

### Révélation au grand public
C’est en 2007 que Rachid Allali est révélé au grand public, lors du lancement de l’émission Caméra Noujoum, (caméra cachée) en compagnie de son ami et animateur Hicham Masrar.
En 2009, Rachid et Hicham Masrar développent et présentent l’émission Star Acadeby, une parodie de la Star Académie dont le principe était de piéger des anonymes lors de faux castings.
En 2010, avec Taxi 36, il donne un nouveau souffle au genre caméra cachée au Maroc.
En effet toujours avec son ami Hicham, ils transposent un petit-taxi en studio ambulant destiné à piéger aussi bien des inconnus, que des artistes marocains.
Entre 2011 et 2013, il anime les capsules Jawla, de mini-reportages (2 à 3 minutes) sur le Festival des plages organisé par Maroc Telecom.
En 2011, il retourne à un genre qu'il connait bien, la caméra cachée avec l'émission Tkber w tenssa, le principe cette fois est de piéger des artistes dans des situations incongrues.
En 2012 que Rachid Allali anime Nhar Maa Star (littéralement : Une journée avec une star). Le principe : suivre un artiste marocain, afin de faire découvrir son quotidien côté privé et professionnel.
Toujours en 2012, dans Bih Fih, de petits sketchs humoristiques, Rachid joue de nombreux personnages différents. C'est aussi à cette occasion qu'il s'essaie pour la première fois à la réalisation dans plusieurs de ces sketchs.

### Succès
En octobre 2013, Rachid Allali anime le Rachid Show, un talk-show à l'américaine mais dont le concept est encore peu connu au Maroc.
Le Rachid Show s’inspire de The Tonight Show, les invités y sont accueillis dans un environnement mêlant humour, proximité et défi.
Le Rachid Show connait un énorme succès au Maroc. L'émission est actuellement diffusée en deuxième partie de soirée sur 2M.
Pour la première du Rachid Show, le 18 octobre 2013, l'invité est le Ministre marocain de la jeunesse et des sports, Monsieur Mohammed Ouzzine.
En février 2015, Rachid Allali en compagnie de Hicham, son ami de longue date lancent, Jazirat Al Kanz,, (la version marocaine de Fort Boyard) dont le succès est immédiat.
Lors de la première le 24 février 2015, l'émission réalise plus de 6 millions de téléspectateurs ,égalant le record d’audience du Rachid Show.

## Historique

### Télévision
- 2004: Animateur de l'émission Alam Farid[4], diffusé a 2M.
- 2004 à 2006: Scénariste et comédien dans la caméra cachée hebdomadaire Allo Ali[3], diffusé sur 2M.
- 2005: Scénariste d'un film documentaire Atfal Bila Maawa.
- 2006: Chroniqueur dans l'émission Ajial dans la rubrique Vis ma vie[3], diffusé sur 2M.
- 2007: Animateur, scénariste de l'émission Caméra Noujoum[3] , avec Hicham, diffusé sur 2M.
- 2008: Animateur, scénariste de l'émission Caméra Noujoum 2[3] diffusé sur 2M.
- 2009: Animateur et scénariste de l’émission Star Acadeby[4], avec Hicham, diffusé sur 2M.
- 2010: Animateur et scénariste de la caméra cachée Taxi 36[5],[4], diffusée sur 2M.
- 2011: Animateur des capsules Jawla[6], diffusé sur 2M.
- 2011: Animateur et scénariste de la caméra cachée Tkber w tenssa[4],[7], diffusé sur 2M.
- 2012: Animateur et scénariste de l'émission Nhar Maa Star, diffusée sur 2M.
- 2012: Comédien et scénariste des sketchs Bih Fih[10] réalisés par Hachem El Yamani[11], diffusée sur 2M.
- 2013: Animateur des capsules Jawla[6], diffusé sur 2M.
- 2013 - : Animateur du Rachid Show[5],[8],[1], diffusé sur 2M
- 2015 - : Animateur de Jazirat Al Kanz[9],[5] (Fort Boyard), diffusé sur 2M.

### Théâtre
- 2000: Chadaya[7],[3] dirigé par Ayoub Elaiassi.
- 2000: Hab Chbab[7],[3]

### Court métrage
- 2005: Acteur dans le court métrage Stresse[3] réalisé par Rachid Houmane
- 2004: Rôle principal dans le court métrage Inziah